# Ypsilon Gruis
Ypsilon Gruis (υ Gruis, förkortat Ypsilon Gru, υ Gru) som är stjärnans Bayerbeteckning, är en dubbelstjärna belägen i den nordöstra delen av stjärnbilden Tranan. Den har en skenbar magnitud på 5,61 och är synlig för blotta ögat där ljusföroreningar ej förekommer. Baserat på parallaxmätning inom Hipparcosuppdraget på ca 11,5 mas, beräknas den befinna sig på ett avstånd på ca 280 ljusår (ca 87 parsek) från solen.

## Egenskaper
Primärstjärnan Ypsilon Gruis A är en blå till vit stjärna i huvudserien av spektralklass A1 V. Den har en radie som är ca 2,2 gånger större än solens och utsänder från dess fotosfär ca 42 gånger mera energi än solen vid en effektiv temperatur av ca 10 100 K.
Följeslagaren Ypsilon Gruis B är en stjärna av magnitud 8,24 med en vinkelseparation på 0,90 bågsekunder från primärstjärnan vid en positionsvinkel på 205° år 2009.